# مننگوانسفالیت
مننگوانسفالیت (به انگلیسی: Meningoencephalitis) یا التهاب مغز و پرده‌های مغزی به معنی التهاب حاد بافت مغزی و مننژ است. عامل آن می‌تواند ویروس، باکتری یا سایر باشد.

## عوامل بیماری‌زا
باکتریها مانند نایسریا مننژیتیدیس، ریکتزیا پرووازکی و لیستریا مونوسیتوژنز
ویروس‌ها مانند هرپس ویروس، اوریون، ویروس HIV و بیماری انسفالیت Tick-borne
قارچ‌ها مانند کریپتوکوکوس نئوفورمنس و تک.یاخته‌ها مانند توکسوپلاسما گوندی و تریپانوزوما.

## تشخیص و درمان
سردرد، تهوع، راه رفتن نامتعادل، تحریک‌پذیری، گیجی و تاری دید از علائم ابتدائی شایع هستند. روش تشخیص قطعی عامل بیماری‌زا، انجام پونکسیون نخاع (Lumber puncture) است. بیماری خطر مرگ و میر و عوارض قابل توجهی دارد. مرگ و میر این بیماری در افراد درمان نشده بالا و در بیماران درمان شده نیز ممکن است. بسیاری از بیماران پس از بهبود، امکان نقص‌های نورولوژیک متوسط تا شدید مانند تشنجهای مکرر، هیدروسفالی، سربلیت، فلج عصب هفتم، کری حسی عصبی و غیره دارند.